# La Crosse River Conservancy

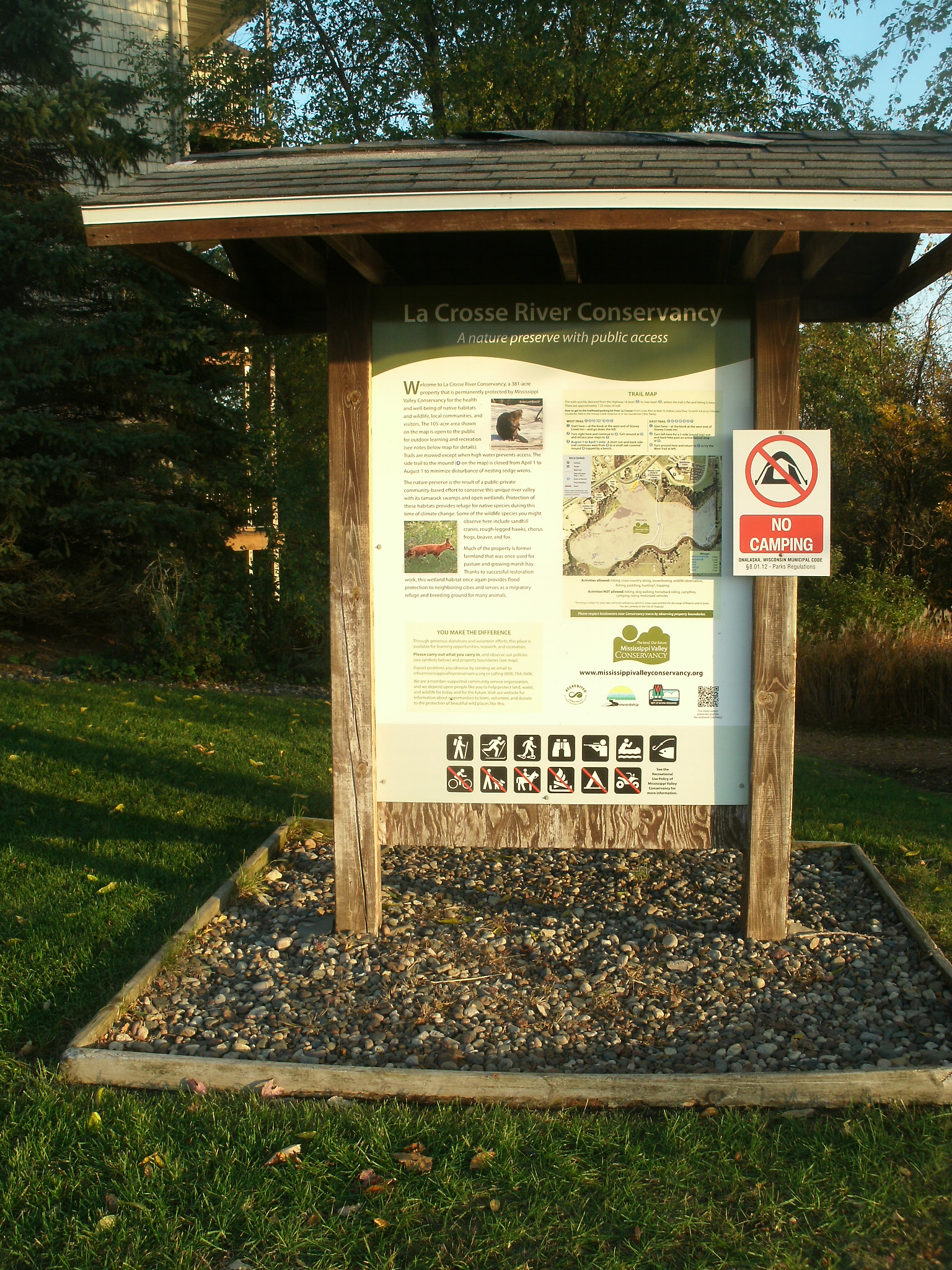
Infotafel des La Crosse River Conservancy beim Stoney Creek Hotel

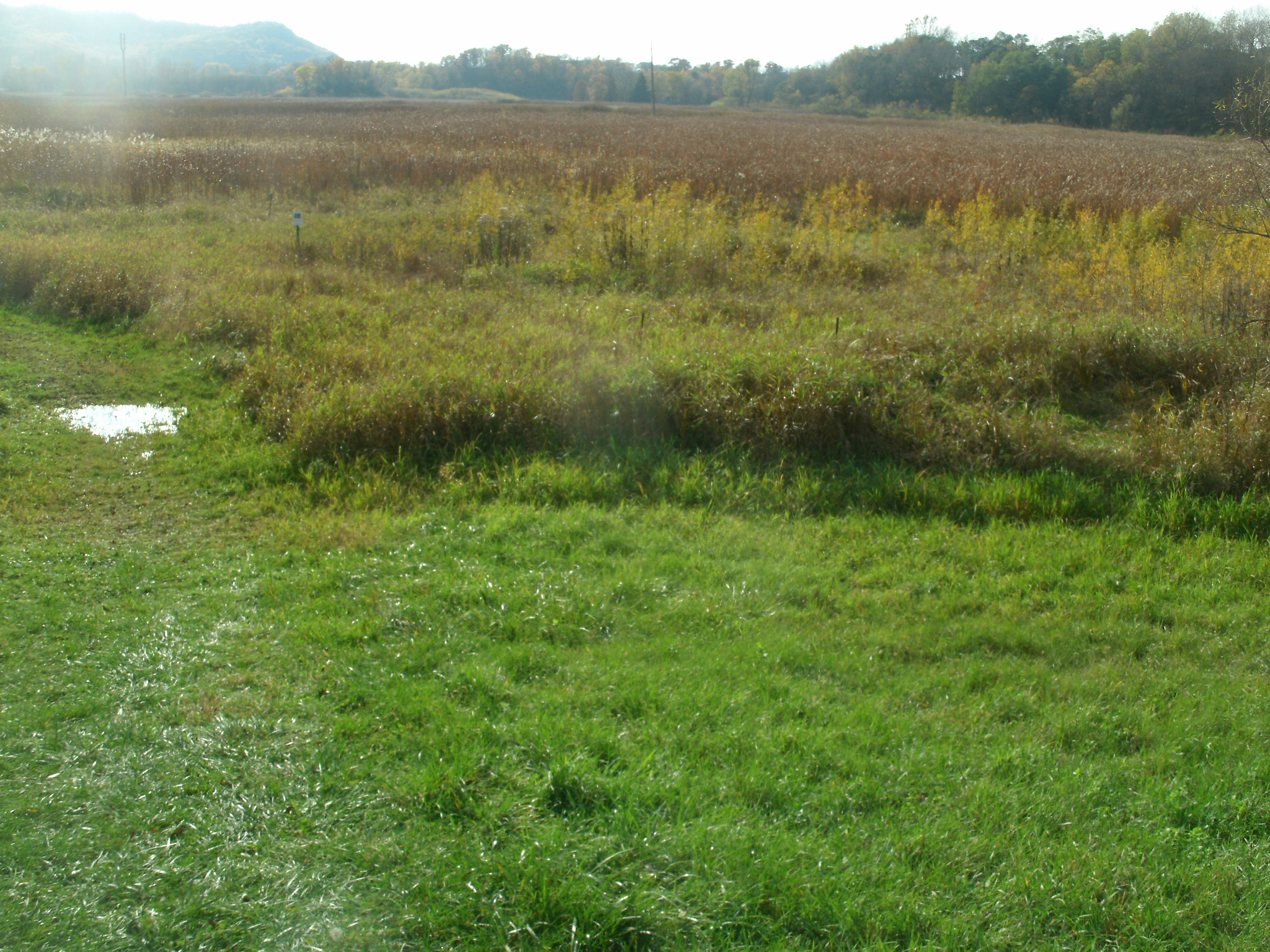
Sumpfbereich

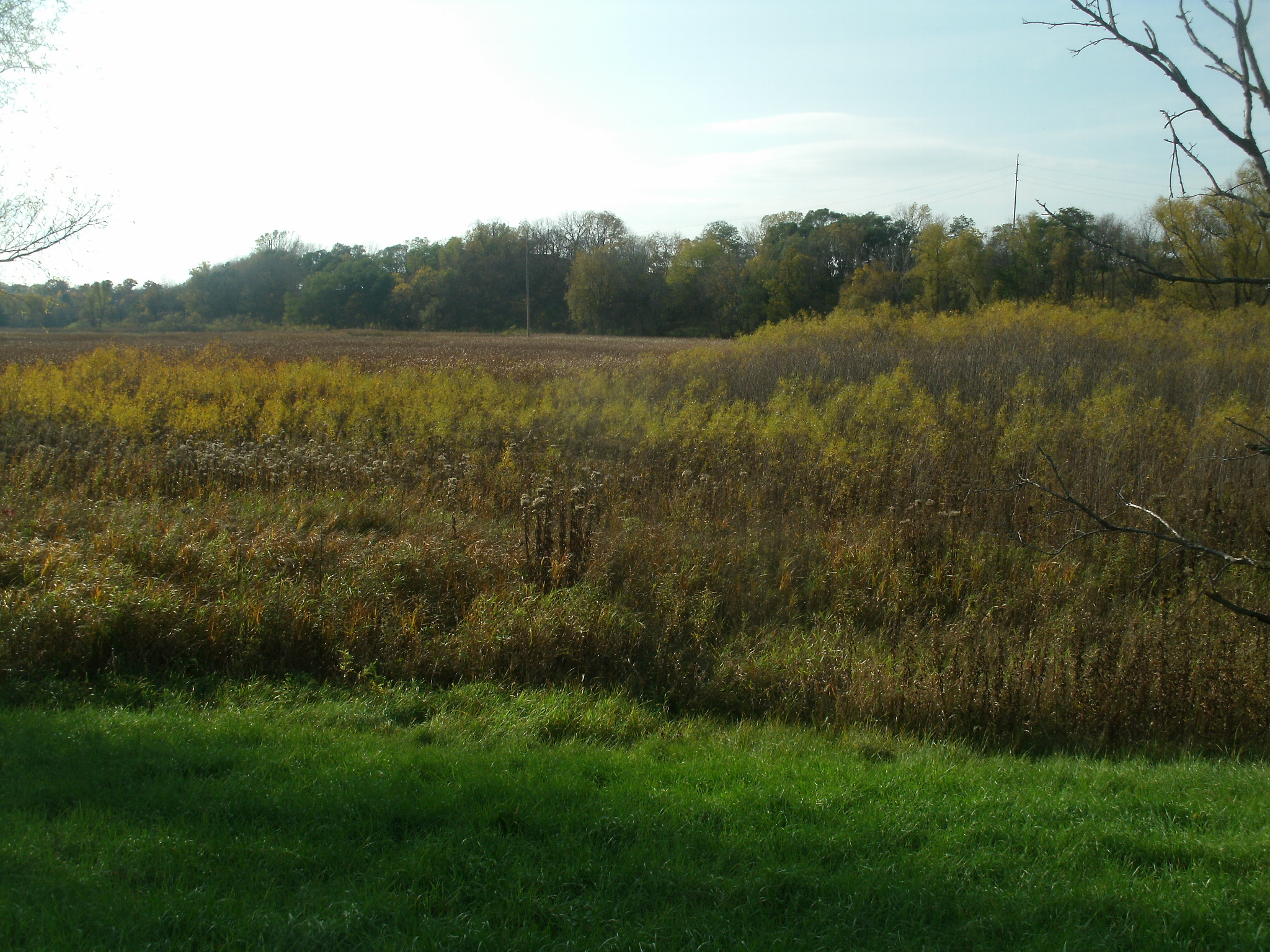
Bereich beim Stoney Creek Hotel

Das La Crosse River Conservancy ist ein 381 Acre großes Schutzgebiet vom Naturschutzverband Mississippi Valley Conservancy in La Crosse, Wisconsin, United States.

## Geographie
Das La Crosse River Conservancy liegt in der Driftless Area genannten eiszeitlich geformten Region, die sich über das südöstliche Minnesota, das südwestliche Wisconsin, das nordöstliche Iowa und das äußerste nordwestliche Illinois erstreckt. Das Schutzgebiet liegt im La Crosse County zwischen dem Wisconsin State Highway 16 im Westen, der Interstate 90 im Norden und der Eisenbahnstrecke der Canadian Pacific Railway im Süden. Der La Crosse River, ein 98,7 Kilometer langer Nebenfluss des Mississippi River, verläuft teils im Schutzgebiet.
Westlich vom Stoney Creek Hotel an der South Kinney Coulee Road beginnt ein Wanderweg durch das La Crosse River Conservancy.

## Infos zum La Crosse River Conservancy
Das La Crosse River Conservancy war das erste Landkauf-Projekt der Mississippi Valley Conservancy im Jahr 1999. Dieser Ankauf war eine Kooperation mit dem Gundersen Lutheran Medical Center, dem Western Technical College, den Städten La Crosse und Onalaska sowie einigen privaten Landbesitzern, um die Feuchtgebiete entlang des La Crosse River hinter dem Valley View Mall-Gebiet zu erhalten. Von den 381 Acres gehören 168 Acres dem Naturschutzverband Mississippi Valley Conservancy und 213 Acres (auf beiden Seiten des La Crosse River) der Stadt La Crosse. Bei dieser Partnerschaft handelt es sich um ein öffentlich-privates Gemeinschaftsprojekt zur Erhaltung dieses einzigartigen Flusstals mit den dazugehörigen Auwäldern, Sumpfwiesen und offenen Feuchtgebieten. Vorher wurden die Flächen als Ackerland, Weideland und Wiesen für Heu genutzt. Nach den Renaturierungsarbeiten bietet dieses Sumpfgebiet wieder Hochwasserschutz und dient als Migrationsrefugium und Lebensraum für viele Tierarten.

## Tierarten im Schutzgebiet
Im Gebiet kommen die Tierarten Bisamratte, Blauflügelente, Buntfalke, Kanadagans, Kanadakranich, Kanadischer Biber, Kojote, Raufußbussard, Rotfuchs, Rotschwanzbussard, Sedge wren (Cistothorus stellaris) und Weißkopfseeadler vor.